# Antonia Niedermaier

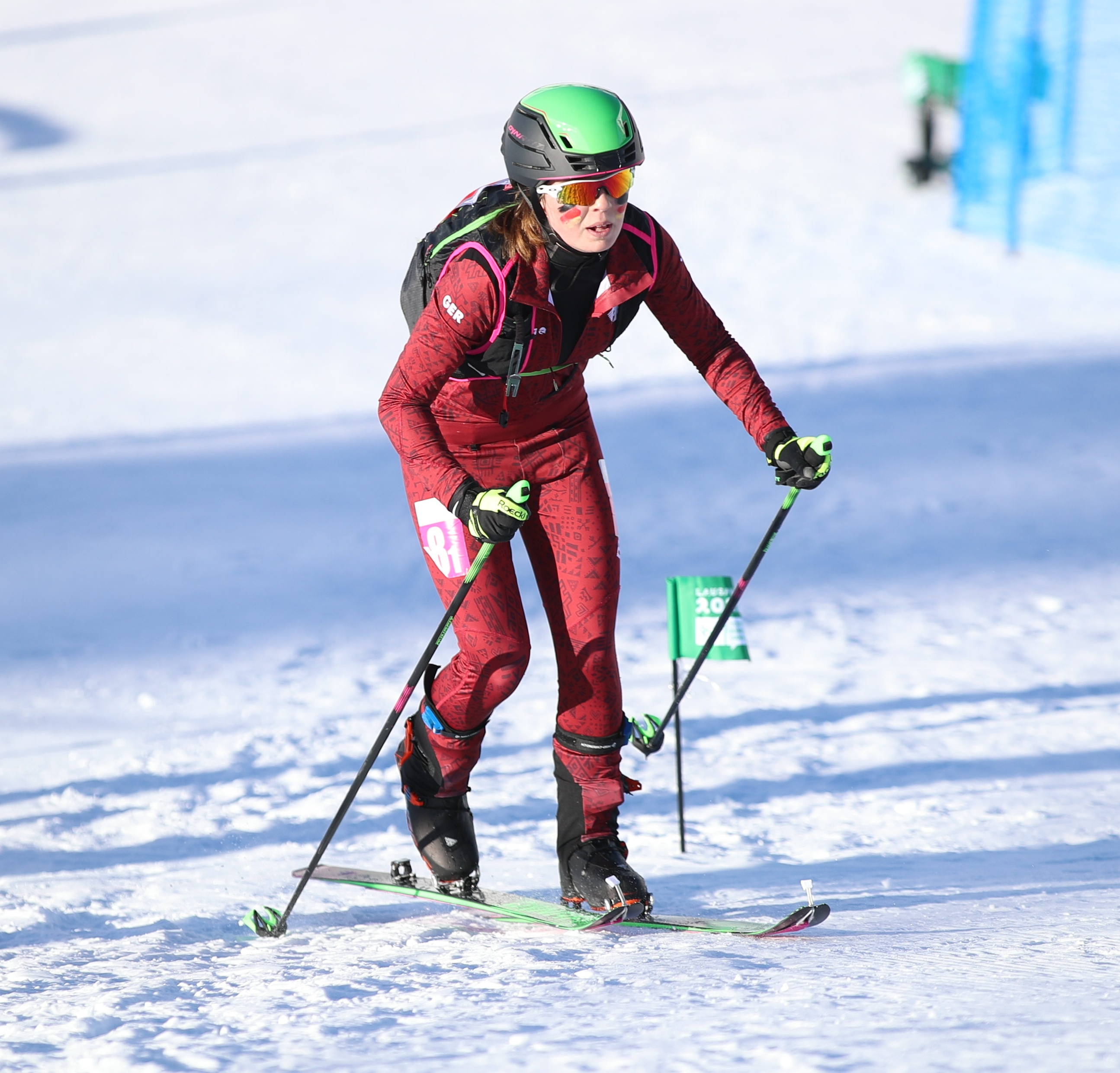
Antonia Niedermaier als Skibergsteigerin bei den Olympischen Winterspielen der Jugend 2020

Antonia Niedermaier (* 20. Februar 2003 in Rosenheim) ist eine deutsche Skibergsteigerin und Radrennfahrerin.

## Werdegang
Niedermaier betrieb im Nachwuchsbereich Berglaufen, musste aber diese Sportart aufgrund einer Verletzung aufgeben. Sie widmete sich ab 2019 dem Skibergsteigen, bestritt die Juniorenweltmeisterschaft und wurde dort Dritte. Zu Trainingszwecken übte sie daneben Straßenradsport aus. Als Juniorin wurde sie 2021 im Einzelzeitfahren deutsche Meisterin, Zweite der Europameisterschaften und Dritte der Weltmeisterschaften.
Nachdem Niedermaier als Skibergsteigerin in der Saison 2021/2022 den U20-Weltcup gewonnen hatte, schloss sie sich im Straßenradsport zur Saison 2022 dem UCI Women’s Continental Team Canyon SRAM Generation an und gewann mit zwei Etappen und der Gesamtwertung der Tour de l’Ardèche ihre ersten Radsportwettbewerbe des internationalen Kalenders.
2023 wechselte Niedermaier zu Canyon SRAM Racing, einem UCI Women’s WorldTeam. Bei den Deutschen Meisterschaften 2023 wurde Niedermaier Titelträgerin im Einzelzeitfahren der U23-Kategorie, wobei sie die Siegerzeit des Eliterennens unterbot. Im Straßenrennen der Elite wurde sie Sechste. Anschließend startete sie im Giro d’Italia Donne, konnte als Solistin die Königsetappe gewinnen, musste die Rundfahrt aber auf dem folgenden sechsten Tagesabschnitt als Gesamtzweite nach einem schweren Sturz aufgeben. Bei den Weltmeisterschaften 2023 wurde sie Elfte im Zeitfahren der Elite und damit Weltmeisterin der U23-Kategorie.
2024 war sie in der Tour de Suisse und dem Giro Donne jeweils Zweite der Nachwuchswertung hinter ihrer Mannschaftskameradin Neve Bradbury. Durch den Bund Deutscher Radfahrer wurde sie für die Olympische Sommerspiele 2024 in Paris nominiert und belegte im Einzelzeitfahren den 15. und im Straßenrennen den 32. Platz. Bei den Straßenradsport-Europameisterschaften 2024 gewann sie im Einzelzeitfahren der U23 die Silbermedaille hinter Anniina Ahtosalo. Eine Woche darauf wurde sie im Einzelzeitfahren der Weltmeisterschaften Vierte des Gesamtklassements und verteidigte zugleich ihren Weltmeistertitel in der U23.

## Erfolge

### Skibergsteigen
2019/2020
- Weltmeisterschaft (Juniorinnen)

2021/2022
- U20-Weltcup

### Radsport
2021
- Deutsche Meisterin – Einzelzeitfahren (Juniorinnen)
- Europameisterschaften – Einzelzeitfahren (Juniorinnen)
- Weltmeisterschaften – Einzelzeitfahren (Juniorinnen)

2022
- Gesamtwertung, zwei Etappen und Nachwuchswertung Tour Cycliste de l’Ardèche

2023
- Bergwertung und Nachwuchswertung Tour Féminin International des Pyrénées
- Deutsche Meisterin – Einzelzeitfahren (U23)
- eine Etappe Giro d’Italia Donne
- Weltmeisterin – Einzelzeitfahren (U23)
- eine Etappe und Nachwuchswertung Tour de l’Avenir Femmes
- Europameisterschaften – Einzelzeitfahren (U23)

2024
- Europameisterschaften – Einzelzeitfahren (U23)
- Weltmeisterin – Einzelzeitfahren (U23)
- Weltmeisterschaften – Mixed-Staffel
- Weltmeisterschaften (U23) – Straßenrennen

2025
- Nachwuchswertung UAE Tour
- Nachwuchswertung Itzulia Women
- Deutsche Meisterin – Einzelzeitfahren
- Nachwuchswertung  Giro Donne